# معبد آسکولاپیوس (ویلا بورگزه)
معبد آسکولاپیوس (انگلیسی: Temple of Aesculapius) واقع در باغ‌های ویلا بورگزه، در رم، به  شیوه ایونی بود که  بین سال‌های ۱۷۸۵ و ۱۷۹۲ ساخته شد. این معبد احتمالاً به یاد معبد آسکولاپیوس (رم) معبد باستانی ویران شده خدای پزشکی ( اسقلبیوس) در جزیره تیبر ساخته شده است.